# Talentelling in de Platdietse streek

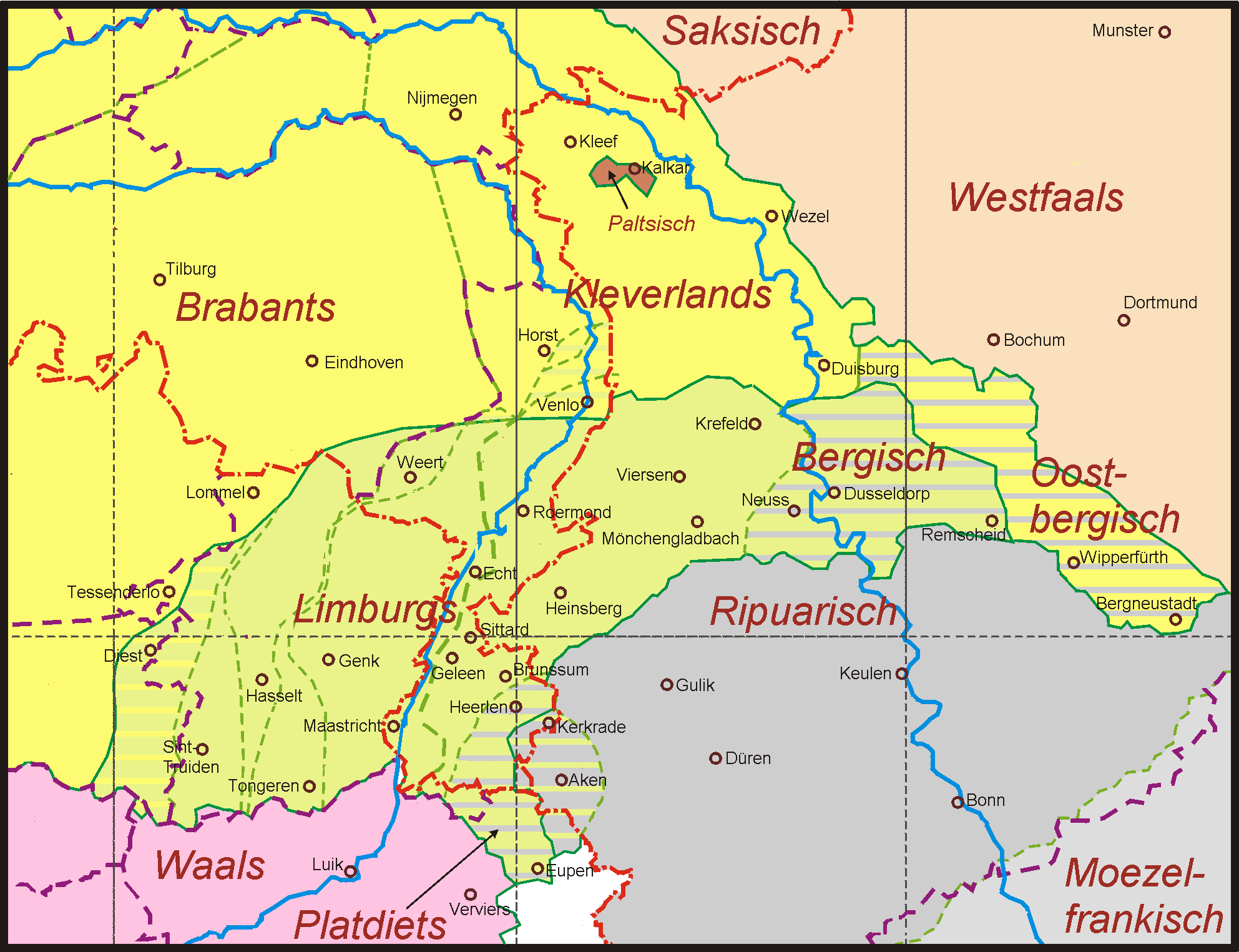
Het Limburgse taallandschap
Het zuidelijk Maas-Rijnlandse (Limburgs-Nederrijnse) dialectcontinuüm

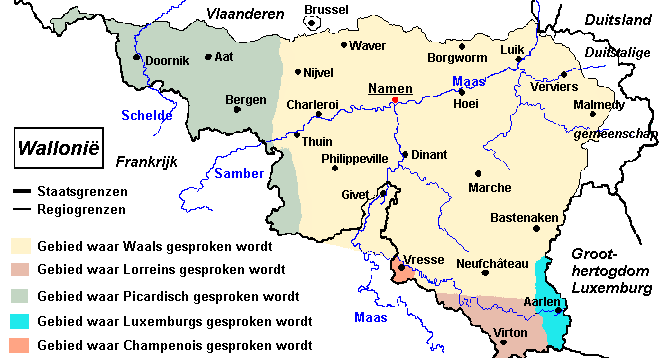
Het Waalse taallandschap
De streektalen van Wallonië

De Platdietse streek ligt in het noordoosten van de Belgische provincie Luik. Zij grenst in het westen aan de van oudsher Limburgs-sprekende, thans officieel Nederlandstalige taalgrensgemeente Voeren, waar een deel van de autochtone bewoners echter verfranst of Franstalig is. In het noorden grenst zij aan Nederlands Limburg en in het oosten aan het Duitstalige kanton Eupen.
Hieronder zijn in tabelvorm de resultaten weergegeven van de talentellingen van 1846 tot 1947 voor de gemeenten die deel uitmaken van deze streek.
De bron van alle resultaten is het Belgisch Staatsblad.

## Aubel
Gekende talen
|      | Aantal   | Aantal  | Aantal   | Aantal  | Aantal   | Aantal  | Aantal       | Aantal       | Aandeel  | Aandeel | Aandeel  | Aandeel | Aandeel  | Aandeel | Aandeel      |
| Jaar | enkel nl | fr & nl | enkel fr | de & fr | enkel de | de & nl | de & fr & nl | enkel andere | enkel nl | fr & nl | enkel fr | de & fr | enkel de | de & nl | de & fr & nl |
| ---- | -------- | ------- | -------- | ------- | -------- | ------- | ------------ | ------------ | -------- | ------- | -------- | ------- | -------- | ------- | ------------ |
| 1846 | 1.811    |         | 1.376    |         | 15       |         |              |              | 56,6%    |         | 43,0%    |         | 0,5%     |         |              |
| 1866 | 1.449    | 508     | 1.043    | 14      | 17       | 3       | 12           | 0            | 47,6%    | 16,7%   | 34,2%    | 0,5%    | 0,6%     | 0,1%    | 0,4%         |
| 1880 | 593      | 1.647   | 614      | 7       | 7        | 18      | 16           | 0            | 20,4%    | 56,8%   | 21,2%    | 0,2%    | 0,2%     | 0,6%    | 0,6%         |
| 1890 | 640      | 1.465   | 707      | 108     | 64       | 14      | 73           | 0            | 20,8%    | 47,7%   | 23,0%    | 3,5%    | 2,1%     | 0,5%    | 2,4%         |
| 1900 | 380      | 780     | 1.230    | 104     | 147      | 70      | 72           | 138          | 13,7%    | 28,0%   | 44,2%    | 3,7%    | 5,3%     | 2,5%    | 2,6%         |
| 1910 | 578      | 1.277   | 823      | 32      | 30       | 48      | 106          | 145          | 20,0%    | 44,1%   | 28,4%    | 1,1%    | 1,0%     | 1,7%    | 3,7%         |
| 1920 | 353      | 308     | 2.003    | 43      | 35       | 8       | 26           | 139          | 12,7%    | 11,1%   | 72,2%    | 1,5%    | 1,3%     | 0,3%    | 0,9%         |
| 1930 | 164      | 300     | 2.296    | 59      | 19       | 6       | 32           | 141          | 5,7%     | 10,4%   | 79,8%    | 2,1%    | 0,7%     | 0,2%    | 1,1%         |
| 1947 | 44       | 488     | 2.235    | 65      | 5        | 5       | 86           | 139          | 1,5%     | 16,7%   | 76,3%    | 2,2%    | 0,2%     | 0,2%    | 2,9%         |

Taal die meestal of uitsluitend gesproken wordt.
|      | Aantal | Aantal | Aantal | Aandeel | Aandeel | Aandeel |
| Jaar | nl     | fr     | de     | nl      | fr      | de      |
| ---- | ------ | ------ | ------ | ------- | ------- | ------- |
| 1910 | 1.649  | 1.188  | 59     | 56,9%   | 41,0%   | 2,0%    |
| 1920 | 461    | 2.267  | 48     | 16,6%   | 81,7%   | 1,7%    |
| 1930 | 254    | 2.588  | 34     | 8,8%    | 90,0%   | 1,2%    |
| 1947 | 133    | 2.781  | 12     | 4,5%    | 95,0%   | 0,4%    |

## Baelen
Gekende talen
|      | Aantal   | Aantal  | Aantal   | Aantal  | Aantal   | Aantal  | Aantal       | Aantal       | Aandeel  | Aandeel | Aandeel  | Aandeel | Aandeel  | Aandeel | Aandeel      |
| Jaar | enkel nl | fr & nl | enkel fr | de & fr | enkel de | de & nl | de & fr & nl | enkel andere | enkel nl | fr & nl | enkel fr | de & fr | enkel de | de & nl | de & fr & nl |
| ---- | -------- | ------- | -------- | ------- | -------- | ------- | ------------ | ------------ | -------- | ------- | -------- | ------- | -------- | ------- | ------------ |
| 1846 | 1.154    |         | 1.018    |         | 48       |         |              |              | 52,0%    |         | 45,9%    |         | 2,2%     |         |              |
| 1866 | 0        | 2       | 977      | 640     | 1.067    | 0       | 2            | 2            | 0,0%     | 0,1%    | 36,3%    | 23,8%   | 39,7%    | 0,0%    | 0,1%         |
| 1880 | 45       | 0       | 297      | 204     | 1.415    | 0       | 1            | 0            | 2,3%     | 0,0%    | 15,1%    | 10,4%   | 72,1%    | 0,0%    | 0,1%         |
| 1890 | 8        | 5       | 218      | 1.051   | 889      | 8       | 6            | 0            | 0,4%     | 0,2%    | 10,0%    | 48,1%   | 40,7%    | 0,4%    | 0,3%         |
| 1900 | 21       | 1       | 128      | 685     | 1.060    | 7       | 12           | 98           | 1,1%     | 0,1%    | 6,7%     | 35,8%   | 55,4%    | 0,4%    | 0,6%         |
| 1910 | 5        | 12      | 350      | 1.081   | 407      | 7       | 13           | 77           | 0,3%     | 0,6%    | 18,7%    | 57,7%   | 21,7%    | 0,4%    | 0,7%         |
| 1920 | 0        | 2       | 318      | 1.086   | 221      | 17      | 87           | 89           | 0,0%     | 0,1%    | 18,4%    | 62,7%   | 12,8%    | 1,0%    | 5,0%         |
| 1930 | 3        | 27      | 472      | 1.097   | 157      | 20      | 12           | 93           | 0,2%     | 1,5%    | 26,4%    | 61,4%   | 8,8%     | 1,1%    | 0,7%         |
| 1947 | 11       | 45      | 1.093    | 462     | 73       | 7       | 54           | 116          | 0,6%     | 2,6%    | 62,6%    | 26,5%   | 4,2%     | 0,4%    | 3,1%         |

Taal die meestal of uitsluitend gesproken wordt.
|      | Aantal | Aantal | Aantal | Aandeel | Aandeel | Aandeel |
| Jaar | nl     | fr     | de     | nl      | fr      | de      |
| ---- | ------ | ------ | ------ | ------- | ------- | ------- |
| 1910 | 16     | 621    | 1.238  | 0,9%    | 33,1%   | 66,0%   |
| 1920 | 3      | 754    | 974    | 0,2%    | 43,6%   | 56,3%   |
| 1930 | 34     | 1.391  | 363    | 1,9%    | 77,8%   | 20,3%   |
| 1947 | 39     | 1.541  | 158    | 2,2%    | 88,7%   | 9,1%    |

## Gemmenich
Gekende talen
|      | Aantal   | Aantal  | Aantal   | Aantal  | Aantal   | Aantal  | Aantal       | Aantal       | Aandeel  | Aandeel | Aandeel  | Aandeel | Aandeel  | Aandeel | Aandeel      |
| Jaar | enkel nl | fr & nl | enkel fr | de & fr | enkel de | de & nl | de & fr & nl | enkel andere | enkel nl | fr & nl | enkel fr | de & fr | enkel de | de & nl | de & fr & nl |
| ---- | -------- | ------- | -------- | ------- | -------- | ------- | ------------ | ------------ | -------- | ------- | -------- | ------- | -------- | ------- | ------------ |
| 1846 | 1.138    |         | 17       |         | 34       |         |              |              | 95,7%    |         | 1,4%     |         | 2,9%     |         |              |
| 1866 | 93       | 8       | 19       | 66      | 1.233    | 0       | 1            | 0            | 6,5%     | 0,6%    | 1,3%     | 4,6%    | 86,8%    | 0,0%    | 0,1%         |
| 1880 | 99       | 11      | 16       | 199     | 1.432    | 3       | 10           | 0            | 5,6%     | 0,6%    | 0,9%     | 11,2%   | 80,9%    | 0,2%    | 0,6%         |
| 1890 | 55       | 5       | 31       | 234     | 1.564    | 27      | 8            | 0            | 2,9%     | 0,3%    | 1,6%     | 12,2%   | 81,3%    | 1,4%    | 0,4%         |
| 1900 | 16       | 19      | 36       | 214     | 1.804    | 25      | 12           | 118          | 0,8%     | 0,9%    | 1,7%     | 10,1%   | 84,9%    | 1,2%    | 0,6%         |
| 1910 | 39       | 23      | 46       | 528     | 1.931    | 83      | 39           | 188          | 1,5%     | 0,9%    | 1,7%     | 19,6%   | 71,8%    | 3,1%    | 1,5%         |
| 1920 | 34       | 29      | 62       | 604     | 1.198    | 248     | 247          | 147          | 1,4%     | 1,2%    | 2,6%     | 24,9%   | 49,5%    | 10,2%   | 10,2%        |
| 1930 | 56       | 27      | 177      | 1.093   | 1.116    | 26      | 32           | 113          | 2,2%     | 1,1%    | 7,0%     | 43,3%   | 44,2%    | 1,0%    | 1,3%         |
| 1947 | 91       | 81      | 541      | 758     | 279      | 122     | 472          | 98           | 3,9%     | 3,5%    | 23,1%    | 32,3%   | 11,9%    | 5,2%    | 20,1%        |

Taal die meestal of uitsluitend gesproken wordt.
|      | Aantal | Aantal | Aantal | Aandeel | Aandeel | Aandeel |
| Jaar | nl     | fr     | de     | nl      | fr      | de      |
| ---- | ------ | ------ | ------ | ------- | ------- | ------- |
| 1910 | 69     | 156    | 2.464  | 2,6%    | 5,8%    | 91,6%   |
| 1920 | 49     | 117    | 1.856  | 2,0%    | 4,8%    | 76,6%   |
| 1930 | 81     | 430    | 2.016  | 3,2%    | 17,0%   | 79,8%   |
| 1947 | 292    | 1.428  | 543    | 12,9%   | 63,1%   | 24,0%   |

## Hendrik-Kapelle
Gekende talen
|      | Aantal   | Aantal  | Aantal   | Aantal  | Aantal   | Aantal  | Aantal       | Aantal       | Aandeel  | Aandeel | Aandeel  | Aandeel | Aandeel  | Aandeel | Aandeel      |
| Jaar | enkel nl | fr & nl | enkel fr | de & fr | enkel de | de & nl | de & fr & nl | enkel andere | enkel nl | fr & nl | enkel fr | de & fr | enkel de | de & nl | de & fr & nl |
| ---- | -------- | ------- | -------- | ------- | -------- | ------- | ------------ | ------------ | -------- | ------- | -------- | ------- | -------- | ------- | ------------ |
| 1846 | 198      |         | 1.161    |         | 6        |         |              |              | 14,5%    |         | 85,1%    |         | 0,4%     |         |              |
| 1866 | 38       | 44      | 310      | 333     | 648      | 1       | 8            | 0            | 2,7%     | 3,2%    | 22,4%    | 24,1%   | 46,9%    | 0,1%    | 0,6%         |
| 1880 | 76       | 6       | 266      | 480     | 620      | 7       | 2            | 0            | 5,2%     | 0,4%    | 18,3%    | 32,9%   | 42,6%    | 0,5%    | 0,1%         |
| 1890 | 45       | 17      | 161      | 581     | 530      | 25      | 10           | 0            | 3,3%     | 1,2%    | 11,8%    | 42,4%   | 38,7%    | 1,8%    | 0,7%         |
| 1900 | 12       | 6       | 289      | 759     | 303      | 2       | 9            | 57           | 0,9%     | 0,4%    | 20,9%    | 55,0%   | 22,0%    | 0,1%    | 0,7%         |
| 1910 | 9        | 8       | 203      | 765     | 360      | 9       | 17           | 43           | 0,7%     | 0,6%    | 14,8%    | 55,8%   | 26,3%    | 0,7%    | 1,2%         |
| 1920 | 0        | 129     | 158      | 724     | 306      | 1       | 34           | 56           | 0,0%     | 9,5%    | 11,7%    | 53,6%   | 22,6%    | 0,1%    | 2,5%         |
| 1930 | 18       | 12      | 493      | 737     | 180      | 16      | 25           | 55           | 1,2%     | 0,8%    | 33,3%    | 49,8%   | 12,2%    | 1,1%    | 1,7%         |
| 1947 | 29       | 54      | 732      | 445     | 79       | 13      | 113          | 84           | 2,0%     | 3,7%    | 50,0%    | 30,4%   | 5,4%     | 0,9%    | 7,7%         |

Taal die meestal of uitsluitend gesproken wordt.
|      | Aantal | Aantal | Aantal | Aandeel | Aandeel | Aandeel |
| Jaar | nl     | fr     | de     | nl      | fr      | de      |
| ---- | ------ | ------ | ------ | ------- | ------- | ------- |
| 1910 | 16     | 342    | 1.013  | 1,2%    | 24,9%   | 73,9%   |
| 1920 | 4      | 305    | 1.043  | 0,3%    | 22,6%   | 77,1%   |
| 1930 | 33     | 887    | 561    | 2,2%    | 59,9%   | 37,9%   |
| 1947 | 64     | 1.266  | 134    | 4,4%    | 86,5%   | 9,2%    |

## Homburg
Gekende talen
|      | Aantal   | Aantal  | Aantal   | Aantal  | Aantal   | Aantal  | Aantal       | Aantal       | Aandeel  | Aandeel | Aandeel  | Aandeel | Aandeel  | Aandeel | Aandeel      |
| Jaar | enkel nl | fr & nl | enkel fr | de & fr | enkel de | de & nl | de & fr & nl | enkel andere | enkel nl | fr & nl | enkel fr | de & fr | enkel de | de & nl | de & fr & nl |
| ---- | -------- | ------- | -------- | ------- | -------- | ------- | ------------ | ------------ | -------- | ------- | -------- | ------- | -------- | ------- | ------------ |
| 1846 | 1.499    |         | 139      |         | 35       |         |              |              | 89,6%    |         | 8,3%     |         | 2,1%     |         |              |
| 1866 | 534      | 164     | 33       | 8       | 11       | 324     | 183          | 0            | 42,5%    | 13,0%   | 2,6%     | 0,6%    | 0,9%     | 25,8%   | 14,6%        |
| 1880 | 1.145    | 112     | 5        | 13      | 19       | 0       | 0            | 0            | 88,5%    | 8,7%    | 0,4%     | 1,0%    | 1,5%     | 0,0%    | 0,0%         |
| 1890 | 2        | 2       | 30       | 411     | 724      | 103     | 83           | 0            | 0,1%     | 0,1%    | 2,2%     | 30,3%   | 53,4%    | 7,6%    | 6,1%         |
| 1900 | 6        | 13      | 28       | 533     | 693      | 41      | 53           | 69           | 0,4%     | 1,0%    | 2,0%     | 39,0%   | 50,7%    | 3,0%    | 3,9%         |
| 1910 | 38       | 14      | 52       | 597     | 670      | 14      | 33           | 58           | 2,7%     | 1,0%    | 3,7%     | 42,1%   | 47,2%    | 1,0%    | 2,3%         |
| 1920 | 79       | 91      | 95       | 640     | 414      | 10      | 1            | 72           | 5,9%     | 6,8%    | 7,1%     | 48,1%   | 31,1%    | 0,8%    | 0,1%         |
| 1930 | 51       | 36      | 601      | 504     | 144      | 5       | 8            | 100          | 3,8%     | 2,7%    | 44,6%    | 37,4%   | 10,7%    | 0,4%    | 0,6%         |
| 1947 | 37       | 81      | 679      | 415     | 68       | 51      | 145          | 126          | 2,5%     | 5,5%    | 46,0%    | 28,1%   | 4,6%     | 3,5%    | 9,8%         |

Taal die meestal of uitsluitend gesproken wordt.
|      | Aantal | Aantal | Aantal | Aandeel | Aandeel | Aandeel |
| Jaar | nl     | fr     | de     | nl      | fr      | de      |
| ---- | ------ | ------ | ------ | ------- | ------- | ------- |
| 1910 | 64     | 93     | 1.261  | 4,5%    | 6,6%    | 88,9%   |
| 1920 |        |        |        |         |         |         |
| 1930 | 74     | 1.028  | 247    | 5,5%    | 76,2%   | 18,3%   |
| 1947 | 139    | 1.202  | 132    | 9,4%    | 81,6%   | 9,0%    |

Voor de telling van 1920 werden voor de meertaligen geen resultaten genoteerd voor de rubriek meestal gesproken taal, derhalve zijn er geen resultaten beschikbaar voor de rubriek "taal die meestal of uitsluitend gesproken wordt".

## Membach
Gekende talen
|      | Aantal   | Aantal  | Aantal   | Aantal  | Aantal   | Aantal  | Aantal       | Aantal       | Aandeel  | Aandeel | Aandeel  | Aandeel | Aandeel  | Aandeel | Aandeel      |
| Jaar | enkel nl | fr & nl | enkel fr | de & fr | enkel de | de & nl | de & fr & nl | enkel andere | enkel nl | fr & nl | enkel fr | de & fr | enkel de | de & nl | de & fr & nl |
| ---- | -------- | ------- | -------- | ------- | -------- | ------- | ------------ | ------------ | -------- | ------- | -------- | ------- | -------- | ------- | ------------ |
| 1846 | 0        |         | 84       |         | 667      |         |              |              | 0,0%     |         | 11,2%    |         | 88,8%    |         |              |
| 1866 | 0        | 0       | 90       | 33      | 723      | 0       | 0            | 0            | 0,0%     | 0,0%    | 10,6%    | 3,9%    | 85,5%    | 0,0%    | 0,0%         |
| 1880 | 0        | 5       | 80       | 228     | 472      | 0       | 0            | 0            | 0,0%     | 0,6%    | 10,2%    | 29,0%   | 60,1%    | 0,0%    | 0,0%         |
| 1890 | 0        | 4       | 84       | 306     | 411      | 1       | 3            | 0            | 0,0%     | 0,5%    | 10,4%    | 37,8%   | 50,8%    | 0,1%    | 0,4%         |
| 1900 | 3        | 3       | 109      | 357     | 405      | 2       | 6            | 45           | 0,3%     | 0,3%    | 12,3%    | 40,4%   | 45,6%    | 0,2%    | 0,7%         |
| 1910 | 1        | 4       | 92       | 513     | 266      | 1       | 19           | 35           | 0,1%     | 0,4%    | 10,3%    | 57,3%   | 29,7%    | 0,1%    | 2,1%         |
| 1920 | 1        | 2       | 85       | 576     | 189      | 0       | 15           | 44           | 0,1%     | 0,2%    | 9,8%     | 66,4%   | 21,8%    | 0,0%    | 1,7%         |
| 1930 | 0        | 1       | 100      | 591     | 174      | 1       | 7            | 31           | 0,0%     | 0,1%    | 11,4%    | 67,6%   | 19,9%    | 0,1%    | 0,8%         |
| 1947 | 4        | 9       | 149      | 604     | 95       | 3       | 43           | 28           | 0,4%     | 1,0%    | 16,4%    | 66,6%   | 10,5%    | 0,3%    | 4,7%         |

Taal die meestal of uitsluitend gesproken wordt.
|      | Aantal | Aantal | Aantal | Aandeel | Aandeel | Aandeel |
| Jaar | nl     | fr     | de     | nl      | fr      | de      |
| ---- | ------ | ------ | ------ | ------- | ------- | ------- |
| 1910 | 10     | 195    | 691    | 1,1%    | 21,8%   | 77,1%   |
| 1920 | 3      | 132    | 733    | 0,3%    | 15,2%   | 84,4%   |
| 1930 | 3      | 178    | 693    | 0,3%    | 20,4%   | 79,3%   |
| 1947 | 8      | 716    | 172    | 0,9%    | 79,9%   | 19,2%   |

## Montzen
Gekende talen
|      | Aantal   | Aantal  | Aantal   | Aantal  | Aantal   | Aantal  | Aantal       | Aantal       | Aandeel  | Aandeel | Aandeel  | Aandeel | Aandeel  | Aandeel | Aandeel      |
| Jaar | enkel nl | fr & nl | enkel fr | de & fr | enkel de | de & nl | de & fr & nl | enkel andere | enkel nl | fr & nl | enkel fr | de & fr | enkel de | de & nl | de & fr & nl |
| ---- | -------- | ------- | -------- | ------- | -------- | ------- | ------------ | ------------ | -------- | ------- | -------- | ------- | -------- | ------- | ------------ |
| 1846 | 4        |         | 24       |         | 933      |         |              |              | 0,4%     |         | 2,5%     |         | 97,1%    |         |              |
| 1866 | 94       | 20      | 85       | 423     | 1.078    | 20      | 4            | 0            | 5,5%     | 1,2%    | 4,9%     | 24,5%   | 62,5%    | 1,2%    | 0,2%         |
| 1880 | 229      | 0       | 136      | 98      | 1.148    | 32      | 0            | 0            | 13,9%    | 0,0%    | 8,3%     | 6,0%    | 69,9%    | 1,9%    | 0,0%         |
| 1890 | 8        | 17      | 87       | 586     | 1.076    | 24      | 29           | 0            | 0,4%     | 0,9%    | 4,8%     | 32,1%   | 58,9%    | 1,3%    | 1,6%         |
| 1900 | 11       | 14      | 119      | 669     | 957      | 73      | 86           | 110          | 0,6%     | 0,7%    | 6,2%     | 34,7%   | 49,6%    | 3,8%    | 4,5%         |
| 1910 | 3        | 4       | 145      | 1.112   | 1.004    | 13      | 6            | 139          | 0,1%     | 0,2%    | 6,3%     | 48,6%   | 43,9%    | 0,6%    | 0,3%         |
| 1920 | 5        | 26      | 184      | 877     | 1.133    | 9       | 31           | 148          | 0,2%     | 1,1%    | 8,1%     | 38,7%   | 50,0%    | 0,4%    | 1,4%         |
| 1930 | 68       | 67      | 1.320    | 993     | 310      | 12      | 33           | 130          | 2,4%     | 2,4%    | 47,1%    | 35,4%   | 11,1%    | 0,4%    | 1,2%         |
| 1947 | 65       | 75      | 983      | 685     | 97       | 41      | 307          | 98           | 2,9%     | 3,3%    | 43,6%    | 30,4%   | 4,3%     | 1,8%    | 13,6%        |

Taal die meestal of uitsluitend gesproken wordt.
|      | Aantal | Aantal | Aantal | Aandeel | Aandeel | Aandeel |
| Jaar | nl     | fr     | de     | nl      | fr      | de      |
| ---- | ------ | ------ | ------ | ------- | ------- | ------- |
| 1910 | 5      | 267    | 2.015  | 0,2%    | 11,7%   | 88,1%   |
| 1920 | 36     | 412    | 1.817  | 1,6%    | 18,2%   | 80,2%   |
| 1930 | 117    | 2.206  | 480    | 4,2%    | 78,7%   | 17,1%   |
| 1947 | 109    | 1.933  | 210    | 4,8%    | 85,8%   | 9,3%    |

## Moresnet
Gekende talen
|      | Aantal   | Aantal  | Aantal   | Aantal  | Aantal   | Aantal  | Aantal       | Aantal       | Aandeel  | Aandeel | Aandeel  | Aandeel | Aandeel  | Aandeel | Aandeel      |
| Jaar | enkel nl | fr & nl | enkel fr | de & fr | enkel de | de & nl | de & fr & nl | enkel andere | enkel nl | fr & nl | enkel fr | de & fr | enkel de | de & nl | de & fr & nl |
| ---- | -------- | ------- | -------- | ------- | -------- | ------- | ------------ | ------------ | -------- | ------- | -------- | ------- | -------- | ------- | ------------ |
| 1846 | 409      |         | 70       |         | 48       |         |              |              | 77,6%    |         | 13,3%    |         | 9,1%     |         |              |
| 1866 | 21       | 16      | 17       | 116     | 484      | 9       | 20           | 0            | 3,1%     | 2,3%    | 2,5%     | 17,0%   | 70,9%    | 1,3%    | 2,9%         |
| 1880 | 13       | 10      | 47       | 239     | 589      | 11      | 5            | 6            | 1,4%     | 1,1%    | 5,1%     | 26,1%   | 64,4%    | 1,2%    | 0,5%         |
| 1890 | 24       | 8       | 28       | 260     | 692      | 5       | 10           | 0            | 2,3%     | 0,8%    | 2,7%     | 25,3%   | 67,4%    | 0,5%    | 1,0%         |
| 1900 | 19       | 2       | 24       | 281     | 670      | 17      | 15           | 51           | 1,8%     | 0,2%    | 2,3%     | 27,3%   | 65,2%    | 1,7%    | 1,5%         |
| 1910 | 14       | 7       | 31       | 471     | 572      | 23      | 40           | 52           | 1,2%     | 0,6%    | 2,7%     | 40,7%   | 49,4%    | 2,0%    | 3,5%         |
| 1920 | 7        | 2       | 59       | 489     | 505      | 11      | 15           | 71           | 0,6%     | 0,2%    | 5,4%     | 44,9%   | 46,4%    | 1,0%    | 1,4%         |
| 1930 | 14       | 6       | 183      | 744     | 264      | 28      | 22           | 69           | 1,1%     | 0,5%    | 14,5%    | 59,0%   | 20,9%    | 2,2%    | 1,7%         |
| 1947 | 24       | 27      | 294      | 578     | 101      | 44      | 191          | 41           | 1,9%     | 2,1%    | 23,4%    | 45,9%   | 8,0%     | 3,5%    | 15,2%        |

Taal die meestal of uitsluitend gesproken wordt.
|      | Aantal | Aantal | Aantal | Aandeel | Aandeel | Aandeel |
| Jaar | nl     | fr     | de     | nl      | fr      | de      |
| ---- | ------ | ------ | ------ | ------- | ------- | ------- |
| 1910 | 17     | 82     | 1.056  | 1,5%    | 7,1%    | 91,4%   |
| 1920 | 16     | 141    | 931    | 1,5%    | 13,0%   | 85,6%   |
| 1930 | 22     | 300    | 939    | 1,7%    | 23,8%   | 74,5%   |
| 1947 | 69     | 996    | 179    | 5,5%    | 80,1%   | 14,4%   |

## Sippenaeken
Gekende talen
|      | Aantal   | Aantal  | Aantal   | Aantal  | Aantal   | Aantal  | Aantal       | Aantal       | Aandeel  | Aandeel | Aandeel  | Aandeel | Aandeel  | Aandeel | Aandeel      |
| Jaar | enkel nl | fr & nl | enkel fr | de & fr | enkel de | de & nl | de & fr & nl | enkel andere | enkel nl | fr & nl | enkel fr | de & fr | enkel de | de & nl | de & fr & nl |
| ---- | -------- | ------- | -------- | ------- | -------- | ------- | ------------ | ------------ | -------- | ------- | -------- | ------- | -------- | ------- | ------------ |
| 1846 | 194      |         | 54       |         | 152      |         |              |              | 48,5%    |         | 13,5%    |         | 38,0%    |         |              |
| 1866 | 46       | 1       | 18       | 27      | 238      | 0       | 2            | 0            | 13,9%    | 0,3%    | 5,4%     | 8,1%    | 71,7%    | 0,0%    | 0,6%         |
| 1880 | 45       | 9       | 14       | 55      | 180      | 0       | 5            | 0            | 14,6%    | 2,9%    | 4,5%     | 17,9%   | 58,4%    | 0,0%    | 1,6%         |
| 1890 | 10       | 3       | 17       | 99      | 192      | 6       | 5            | 0            | 3,0%     | 0,9%    | 5,1%     | 29,8%   | 57,8%    | 1,8%    | 1,5%         |
| 1900 | 54       | 16      | 27       | 61      | 126      | 1       | 6            | 11           | 18,4%    | 5,5%    | 9,2%     | 20,8%   | 43,7%    | 0,3%    | 2,0%         |
| 1910 | 47       | 19      | 35       | 59      | 129      | 5       | 13           | 25           | 15,3%    | 6,2%    | 11,4%    | 19,2%   | 42,0%    | 1,6%    | 4,2%         |
| 1920 | 19       | 14      | 17       | 91      | 120      | 31      | 27           | 8            | 6,0%     | 4,4%    | 5,3%     | 28,5%   | 37,6%    | 9,7%    | 8,5%         |
| 1930 | 42       | 12      | 46       | 113     | 47       | 10      | 38           | 17           | 13,6%    | 3,9%    | 14,9%    | 36,7%   | 15,3%    | 3,2%    | 12,3%        |
| 1947 | 32       | 24      | 25       | 94      | 3        | 11      | 90           | 20           | 11,5%    | 8,6%    | 9,0%     | 33,7%   | 1,1%     | 3,9%    | 32,3%        |

Taal die meestal of uitsluitend gesproken wordt.
|      | Aantal | Aantal | Aantal | Aandeel | Aandeel | Aandeel |
| Jaar | nl     | fr     | de     | nl      | fr      | de      |
| ---- | ------ | ------ | ------ | ------- | ------- | ------- |
| 1910 | 52     | 65     | 190    | 16,9%   | 21,2%   | 61,9%   |
| 1920 |        |        |        |         |         |         |
| 1930 | 59     | 139    | 110    | 19,2%   | 45,1%   | 35,7%   |
| 1947 | 283    | 324    | 3      | 46,4%   | 53,1%   | 0,5%    |

Voor de telling van 1920 werden voor de meertaligen geen resultaten genoteerd voor de rubriek meestal gesproken taal, derhalve zijn er geen resultaten beschikbaar voor de rubriek "taal die meestal of uitsluitend gesproken wordt".

## Welkenraedt
Gekende talen
|      | Aantal   | Aantal  | Aantal   | Aantal  | Aantal   | Aantal  | Aantal       | Aantal       | Aandeel  | Aandeel | Aandeel  | Aandeel | Aandeel  | Aandeel | Aandeel      |
| Jaar | enkel nl | fr & nl | enkel fr | de & fr | enkel de | de & nl | de & fr & nl | enkel andere | enkel nl | fr & nl | enkel fr | de & fr | enkel de | de & nl | de & fr & nl |
| ---- | -------- | ------- | -------- | ------- | -------- | ------- | ------------ | ------------ | -------- | ------- | -------- | ------- | -------- | ------- | ------------ |
| 1846 | 7        |         | 140      |         | 328      |         |              |              | 1,5%     |         | 29,5%    |         | 69,1%    |         |              |
| 1866 | 8        | 2       | 84       | 51      | 739      | 0       | 0            | 0            | 0,9%     | 0,2%    | 9,5%     | 5,8%    | 83,6%    | 0,0%    | 0,0%         |
| 1880 | 22       | 33      | 160      | 810     | 675      | 47      | 17           | 10           | 1,2%     | 1,9%    | 9,1%     | 45,9%   | 38,3%    | 2,7%    | 1,0%         |
| 1890 | 2        | 20      | 299      | 964     | 1.145    | 8       | 64           | 0            | 0,1%     | 0,8%    | 12,0%    | 38,5%   | 45,8%    | 0,3%    | 2,6%         |
| 1900 | 8        | 25      | 384      | 1.641   | 1.084    | 15      | 86           | 166          | 0,2%     | 0,8%    | 11,8%    | 50,6%   | 33,4%    | 0,5%    | 2,7%         |
| 1910 | 26       | 34      | 648      | 2.244   | 1.567    | 24      | 85           | 266          | 0,6%     | 0,7%    | 14,0%    | 48,5%   | 33,9%    | 0,5%    | 1,8%         |
| 1920 | 195      | 200     | 1.080    | 2.386   | 403      | 22      | 400          | 250          | 4,2%     | 4,3%    | 23,0%    | 50,9%   | 8,6%     | 0,5%    | 8,5%         |
| 1930 | 71       | 73      | 1.859    | 2.049   | 607      | 11      | 180          | 184          | 1,5%     | 1,5%    | 38,3%    | 42,2%   | 12,5%    | 0,2%    | 3,7%         |
| 1947 | 47       | 128     | 1.901    | 1.750   | 284      | 64      | 562          | 288          | 1,0%     | 2,7%    | 40,1%    | 37,0%   | 6,0%     | 1,4%    | 11,9%        |

Taal die meestal of uitsluitend gesproken wordt.
|      | Aantal | Aantal | Aantal | Aandeel | Aandeel | Aandeel |
| Jaar | nl     | fr     | de     | nl      | fr      | de      |
| ---- | ------ | ------ | ------ | ------- | ------- | ------- |
| 1910 | 52     | 1.327  | 3.249  | 1,1%    | 28,7%   | 70,2%   |
| 1920 | 467    | 2.850  | 1.369  | 10,0%   | 60,8%   | 29,2%   |
| 1930 | 155    | 3.352  | 1.323  | 3,2%    | 69,4%   | 27,4%   |
| 1947 | 167    | 3.962  | 505    | 3,6%    | 85,5%   | 10,9%   |